# Stuart Kauffman
Stuart Alan Kauffman (Estados Unidos, 28 de setembro de 1939) é um médico norte-americano, biólogo teórico e pesquisador de sistemas complexos que estuda a origem da vida na Terra.

## Vida
Ele foi professor da University of Chicago, University of Pennsylvania, e University of Calgary. Ele é atualmente professor emérito de bioquímica na Universidade da Pensilvânia e docente afiliado do Instituto de Biologia de Sistemas.
Ele é mais conhecido por argumentar que a complexidade dos sistemas biológicos e organismos pode resultar tanto da auto-organização e da dinâmica longe do equilíbrio quanto da seleção natural darwiniana, como discutido em seu livro Origins of Order (1993). Em 1967 e 1969 ele usou redes booleanas aleatórias para investigar propriedades genéricas de auto-organização de redes reguladoras de genes, propondo que os tipos de células são atratores dinâmicos em redes regulatórias de genes e que a diferenciação celular pode ser entendida como transições entre atratores. Evidências recentes sugerem que tipos de células em humanos e outros organismos são atratores. Em 1971, ele sugeriu que um zigoto pode não ser capaz de acessar todos os atratores de tipo de célula em sua rede reguladora de genes durante o desenvolvimento e que alguns dos tipos de células inacessíveis no desenvolvimento podem ser tipos de células cancerosas. Isso sugeriu a possibilidade de "terapia de diferenciação do câncer". Ele também propôs a emergência auto-organizada de conjuntos coletivamente autocatalíticos de polímeros, especificamente peptídeos, para a origem da reprodução molecular, que encontraram suporte experimental.

## Paisagem de fitness
Em biologia evolutiva, Paisagem de adaptativos ou adaptativas (tipos de cenários evolutivos) são usadas para visualizar a relação entre os genótipos e o sucesso reprodutivo

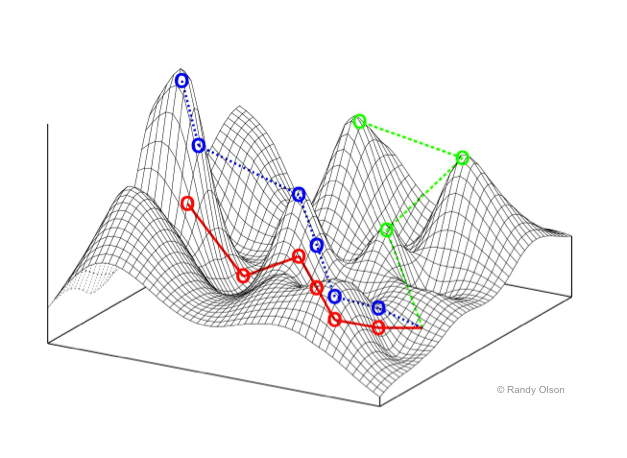
Visualização de duas dimensões de uma paisagem de fitness NK. As setas representam vários caminhos mutacionais que a população pode seguir enquanto evolui no cenário de aptidão

O modelo NK de Kauffman define um espaço de fase combinatória, consistindo em cada string (escolhida de um determinado alfabeto) de comprimento. Para cada string neste espaço de busca, um valor escalar (chamado de aptidão) é definido. Se uma métrica de distância for definida entre as strings, a estrutura resultante é uma paisagem.
Os valores de aptidão são definidos de acordo com a encarnação específica do modelo, mas a principal característica do modelo NK é que a aptidão de uma determinada string {\displaystyle S} é a soma das contribuições de cada locus {\displaystyle S_{i}}na string:
{\displaystyle F(S)=\sum _{i}f(S_{i}),}
e a contribuição de cada locus em geral depende do valor de {\displaystyle K} outros locais:
{\displaystyle f(S_{i})=f(S_{i},S_{1}^{i},\dots ,S_{K}^{i}),\,}
Onde {\displaystyle S_{j}^{i}} são os outros locais nos quais a adequação de{\displaystyle S_{i}} depende.
Portanto, a função de fitness {\displaystyle f(S_{i},S_{1}^{i},\dots ,S_{K}^{i})} é um mapeamento entre cadeias de comprimento K  + 1 e escalares, que o trabalho posterior de Weinberger chama de "contribuições de aptidão". Essas contribuições de aptidão são frequentemente escolhidas aleatoriamente a partir de alguma distribuição de probabilidade especificada.
Em 1991, Weinberger publicou uma análise detalhada do caso em que {\displaystyle 1<<k\leq N} e as contribuições de aptidão são escolhidas aleatoriamente. No entanto, experimentos numéricos incluídos na análise de Weinberger apóiam seu resultado analítico de que a aptidão esperada de uma corda é normalmente distribuída com uma média de aproximadamente {\displaystyle \mu +\sigma {\sqrt {{2\ln(k+1)} \over {k+1}}}} e uma variação de aproximadamente {\displaystyle {{(k+1)\sigma ^{2}} \over {N[k+1+2(k+2)\ln(k+1)]}}}.

## Trabalhos
Kauffman é mais conhecido por argumentar que a complexidade dos sistemas biológicos e organismos pode resultar tanto da auto-organização e da dinâmica longe do equilíbrio quanto da seleção natural darwiniana (ver Origins of Order, 1993, abaixo).
Alguns biólogos e físicos que trabalham na área de Kauffman questionaram as afirmações de Kauffman sobre auto-organização e evolução. Um caso em questão são alguns comentários no livro de 2001, Self-Organization in Biological Systems. O livro de 2011 de Roger Sansom Genes Ingenious: How Gene Regulation Networks Evolve to Control Development é uma crítica extensa ao modelo de auto-organização de Kauffman em relação às redes de regulação de genes.
Pegando emprestado os modelos de spin glass da física, Kauffman inventou cenário de fitness "NK", que encontraram aplicações em biologia  e economia. Em trabalhos relacionados, Kauffman e colegas examinaram o comportamento subcrítico, crítico e supracrítico em sistemas econômicos.
O trabalho de Kauffman traduz suas descobertas biológicas para o problema mente-corpo e questões da neurociência, propondo atributos de um novo "reino equilibrado" que paira indefinidamente entre a coerência quântica e a clássica. Ele publicou sobre esse assunto em seu artigo "Respondendo a Descartes: além de Turing". Com Giuseppe Longo e Maël Montévil, ele escreveu (janeiro de 2012) "No Entailing Laws, But Enablement in the Evolution of the Biosphere", que argumentou que a evolução não é "lei implicada" como a física.
O trabalho de Kauffman foi publicado no Physics ArXiv, incluindo "Além do impasse: mente / corpo, mecânica quântica, livre arbítrio, panpsiquismo possível, solução possível para o enigma quântico" (outubro de 2014) e "crítica quântica na origem da vida "(Fevereiro de 2015).
Kauffman contribuiu para o campo emergente da evolução tecnológica cumulativa ao introduzir uma matemática do possível adjacente.
Publicou mais de 350 artigos e 6 livros: The Origins of Order (1993), At Home in the Universe (1995), Investigations (2000), Reinventing the Sacred (2008), Humanity in a Creative Universe (2016) e A World Beyond Physics (2019).
Em 2016, Kauffman escreveu uma história infantil, "Patrick, Rupert, Sly & Gus Protocells", uma narrativa sobre a criação de nichos imprestáveis na biosfera, que foi posteriormente produzida como um pequeno vídeo de animação.
Em 2017, explorando o conceito de que a realidade consiste em "possíveis" ontologicamente reais (res potentia) e "reais" ontologicamente reais (res extensa), Kauffman foi coautor, com Ruth Kastner e Michael Epperson, "Taking Heisenberg's Potentia Seriously".

## Publicações
Artigos selecionados
- Kauffman, S. A.; McCulloch, W. S. (1967). «Random Nets of Formal Genes. Quarterly Progress Report 34». Research Laboratory of Electronics, Massachusetts Institute of Technology
- Kauffman, Stuart (1969). «Metabolic stability and epigenesis in randomly constructed genetic nets». Journal of Theoretical Biology. 22 (3): 437–467. PMID 5803332. doi:10.1016/0022-5193(69)90015-0
- Kauffman, S. A. (1971a). «Cellular Homeostasis, Epigenesis, and Replication in Randomly Aggregated Macromolecular Systems». Journal of Cybernetics. 1: 71–96. doi:10.1080/01969727108545830
- Kauffman, S. A. (1971b). «Differentiation of Malignant to Benign Cells». Journal of Theoretical Biology. 31 (3): 429–451. PMID 5556142. doi:10.1016/0022-5193(71)90020-8
- Kauffman, Stuart (agosto de 1991). «Antichaos and Adaptation» (PDF). Scientific American. 265 (2): 78–84. Bibcode:1991SciAm.265b..78K. PMID 1862333. doi:10.1038/scientificamerican0891-78. Consultado em 28 de abril de 2015
- Kauffman, S. A.; Johnsen, S (1991). «Co-Evolution to the Edge of Chaos: Coupled Fitness Landscapes, Poised States, and Co-Evolutionary Avalanches» (PDF). Journal of Theoretical Biology. 149 (4): 467–505. CiteSeerX 10.1.1.502.3299. PMID 2062105. doi:10.1016/s0022-5193(05)80094-3
- Kauffman, Stuart (2004). «Autonomous Agents». In:  Barrow, John D.; Davies, Paul C. W.; Harper, Charles L. Jr. Science and Ultimate Reality: Quantum Theory, Cosmology, and Complexity. [S.l.]: Cambridge University Press. ISBN 978-0521831130
- Kauffman, Stuart (2004). «Prolegomenon to a General Biology». In:  Dembski, William A.; Ruse, Michael. Debating Design: From Darwin to DNA. [S.l.]: Cambridge University Press. ISBN 978-1139459617
- Kauffman, Stuart A. (12 de novembro de 2006). «Beyond reductionism: Reinventing The Sacred». Edge.com. Edge Foundation. Consultado em 28 de abril de 2015
- Hanel, R.; Kauffman, S. A.; Thurner, S. (2007). «Towards a Physics of Evolution: Critical Diversity Dynamics at the Edges of Collapse and Bursts of Diversification». Physical Review E. 76 (3). 036110 páginas. Bibcode:2007PhRvE..76c6110H. PMID 17930309. doi:10.1103/physreve.76.036110
- Kauffman, Stuart (7 de maio de 2008). «Why Humanity Needs a God of Creativity». New Scientist. 198 (2655): 52–53. doi:10.1016/s0262-4079(08)61171-9. Consultado em 28 de abril de 2015
- Nykter, M.; Price, N. D.; Aldana, M.; Ramsey, S. A.; Kauffman, S. A.; Hood, L.; Yli-Harja, O.; Shmulevich, I. (2008). «Gene Expression Dynamics in the Macrophage Exhibit Criticality». Proc Natl Acad Sci USA. 105 (6): 1897–1900. Bibcode:2008PNAS..105.1897N. PMC 2538855. PMID 18250330. doi:10.1073/pnas.0711525105
- Huang, S.; Hu, L.; Kauffman, S.; Zhang, W.; Shmulevich, I. (2009). «Using cell fate attractors to uncover transcriptional regulation of HL60 neutrophil differentiation». BMC Systems Biology. 3: 20. PMC 2652435. PMID 19222862. doi:10.1186/1752-0509-3-20
- Huang, S.; Kauffman, S. A. (2009). «Complex Gene Regulatory Networks - from Structure to Biological Observables: Cell Fate Determination». In:  Meyers, R. A. Encyclopedia of Complexity and Systems Science. [S.l.]: Springer. ISBN 978-0-387-75888-6
- Kauffman, S. A. (2011). «Approaches to the Origin of Life on Earth». Life. 1 (1). pp. 34–48. PMC 4187126. PMID 25382055. doi:10.3390/life1010034
- Longo, G.; Montévil, M.; Kauffman, S. (janeiro de 2012). «No entailing laws, but enablement in the evolution of the biosphere». arXiv:1201.2069 [q-bio.OT]
- Kauffman, Stuart; Hill, Colin; Hood, Leroy; Huang, Sui (2014b). «Transforming Medicine: A Manifesto». Scientific American Worldview. Consultado em 28 de abril de 2015. Cópia arquivada em 13 de julho de 2014
- Kauffman, Stuart (outubro de 2014). «Beyond the Stalemate: Conscious Mind-Body - Quantum Mechanics - Free Will - Possible Panpsychism - Possible Interpretation of Quantum Enigma». arXiv:1410.2127 [physics.hist-ph]
- Felin, T.; Kauffman, S.; Koppl, R.; Longo, G. (dezembro de 2014). «Economic Opportunity and Evolution: Beyond Landscapes and Bounded Rationality» (PDF). Strategic Entrepreneurship Journal. 8 (4): 269–282. SSRN 2197512. doi:10.1002/sej.1184
- Vattay, G.; Salahub, D.; Csaibai, I.; Nassmi, A.; Kauffman, S. (fevereiro de 2015). «Quantum Criticality at the Origin of Life». Journal of Physics: Conference Series. 626 (1). 012023 páginas. Bibcode:2015JPhCS.626a2023V. arXiv:1502.06880. doi:10.1088/1742-6596/626/1/012023
- Kauffman, S. (2016). «Answering Descartes: Beyond Turing». In:  Cooper, S. Barry; Hodges, Andrew. The Once and Future Turing. [S.l.]: Cambridge University Press

Livros
- Kauffman, Stuart (1993). The Origins of Order: Self Organization and Selection in Evolution. [S.l.]: Oxford University Press. ISBN 978-0-19-507951-7
- Kauffman, Stuart (1995). At Home in the Universe: The Search for Laws of Self-Organization and Complexity. [S.l.]: Oxford University Press. ISBN 978-0195111309
- Kauffman, Stuart (2000). Investigations. [S.l.]: Oxford University Press. ISBN 978-0199728947
- Kauffman, Stuart (2008). Reinventing the Sacred: A New View of Science, Reason, and Religion. [S.l.]: Basic Books. ISBN 978-0-465-00300-6
- Kauffman, Stuart (2016). Humanity in a Creative Universe. [S.l.]: Oxford University Press. ISBN 978-0-19-939045-8
- Kauffman, Stuart (2019). A World Beyond Physics. [S.l.]: Oxford University Press. ISBN 978-0-19-087133-8